# Мотокросс
Мотокро́сс, Мотоциклетный кросс (англ. motocross от англ. motorcycle — мотоцикл и англ. cross country — пересечённая местность) — один из видов мотоциклетного спорта (мотоспорта), представляет собой гонку на специальных спортивных мотоциклах, проводимую на пересечённой местности по замкнутой трассе с естественными (в виде крутых подъёмов, спусков, поворотов, канав, песка и тому подобное) и искусственными (столы, трамплины, колейные мосты) препятствиями.
Иногда англоязычное название «motocross» сокращают до «MotoX» или «MX».

## История
Соединение езды на мотоциклах по пересеченной местности со скоростью стало стимулом для возникновения соревнований по мотоциклетному кроссу. Одним из первых доступных общественности соревнований на пересечённой местности была так называемая «гонка за лисой», проведённая на военном учебном плацу недалеко от Лондона в 1908 году. В ней участвовали 13 мотоциклистов и 16 конных всадников. Целью мотоциклистов было доказать, что новая техника на бездорожье по скорости превосходит лошадей. Однако, в заезде одержали победу именно кавалеристы, а из мотоциклистов закончили соревнования только двое.
В последующие годы в Великобритании и Франции продолжали проводить мотокроссы, но они не вызывали интереса у публики — не хватало наглядности. Для первых кроссов использовался один из элементов многодневки — подъём на холм. Старт был одиночным, а не массовым, трасса выбиралась так, чтобы ни один гонщик не смог добраться до вершины, а победителем считался тот, кто смог пройти наибольшее расстояние. И только после Первой мировой войны в европейских странах была найдена наиболее удачная форма проведения мотокроссов. Их стали проводить на естественной местности с травянистой, песчаной или даже грязевой (но без камней) поверхностью, используя массовый старт.
Споры о протяжённости одного круга дистанции закончились в пользу довольно коротких трасс — 1,5 — 3 километра — как более зрелищных для зрителей и более безопасных для самих гонщиков. Однако, в СССР и США устраивались мотокроссы с длиной круга в 30 км и больше. Это было связано с массовостью мотокроссовых соревнований — гонщиков, принимавших участие в гонке, было настолько много, что они не могли разместиться на трассе, не мешая друг другу.

## Кроссовые мотоциклы
В первых мотокроссовых соревнованиях принимали участие гонщики на дорожных мотоциклах, приспособленных к передвижению по пересечённой местности собственными усилиями. Мотоциклы облегчались посредством снятия ненужных для соревнования частей — фары, стоп-сигналов, багажника, пассажирских подножек, зеркал, дорабатывалась подвеска, повышалась мощность мотора.
Появление серийных кроссовых мотоциклов привело к эволюционным изменениям в конструкции. Изначально очень широкий руль, предназначенный для увеличения рычага вращения, был уменьшен, а ход вилки и маятника — увеличен. Выхлопные трубы, расположенные снизу, стали поднимать, чтобы предотвратить их повреждение при падениях.
Облегчение двигателя и одновременное увеличение его мощности привело к тому, что на смену достаточно распространённым, но тяжеловатым 4-тактным моторам пришли лёгкие, оборотистые, простые в изготовлении 2-тактные. Двигатели стали исключительно одноцилиндровыми. Появление кроссовой резины позволило кардинальным образом улучшить управляемость мотоцикла. Электростартер был заменён на кикстартер, а аккумулятор упразднён.
В 80-х эти нововведения положили начало современной схеме кроссового мотоцикла:
- сиденье конструктивно теперь как бы наплывало на бак, что делало движения гонщика на мотоцикле более удобными;
- на замену тяжёлому и неэффективному барабанному тормозу пришёл дисковый тормоз, который к середине 90-х полностью вытеснил старую систему;
- самые главные изменения коснулись подвески — прогрессивная подвеска с моноамортизатором позволила увеличить ход маятника, уменьшить вес и, хотя и была несколько сложнее, однако делала работу амортизатора адекватной на всех режимах;
- ещё одним из значимых изменений 80-х стало появление водяного охлаждения, пришедшего на смену воздушному.

Дальнейшие нововведения были также связаны с уменьшением неподрессоренных масс и привели к появлению перевёрнутой передней вилки, что позволило на современных скоростях намного улучшить работу передней подвески. Появление новых сплавов и материалов позволило вносить новые изменения, улучшающие ходовые качества и мощность мотоциклов. В конце 90-х в связи с ужесточением экологических норм на рынке вновь появились 4-тактные двигатели — новейшие разработки позволили сделать такие моторы достаточно лёгкими и надёжными.
Таким образом, современные серийные кроссовые мотоциклы имеют большой ход подвески — 300 мм и больше, мощный двигатель и лёгкую раму. По типу рабочего процесса двигателя могут быть двухтактными (2Т) или четырёхтактными (4T). Не имеют светового оборудования, зеркал, приборной панели, бокового упора. У всех производителей кроме Suzuki, есть электростартер.
Однако, например, в 2011 году в кроссовую линейку мотоциклов KTM электростартер был возвращен.
Кроссовые мотоциклы не регистрируются в органах ГИБДД, так как не сертифицированы для передвижения по дорогам общего пользования и не могут иметь ПТС и номерной знак. Для управления кроссовым мотоциклом не требуется водительское удостоверение но нужна лицензия спортсмена и управлять им можно только на специально подготовленных закрытых трассах вне дорог общего пользования, так как он является спортивным инвентарем.

## Производители
Основные производители кроссовых мотоциклов:
- Honda (Япония) — серия CRF R
- Kawasaki (Япония) — серия KX
- KTM (Австрия) — серия SX
- Suzuki (Япония) — серия RM
- Yamaha (Япония) — серия YZ
- GASGAS  (Австрия, Испания, принадлежит КТМ)— серия MC
- Husqvarna (Австрия, Швеция, принадлежит KTM) — серии FC, TC
- Beta (Италия) — серия RX
- Fantic (Италия) - серия XX

- Honda CRF 250R, 2010
- Honda CRF 450R, 2009
- Kawasaki KX 250
- Kawasaki KX 450, 2006
- KTM SX-F 450
- Suzuki RMX 250
- Yamaha YZ 125
- Yamaha YZ 250, 2008
- Yamaha YZ 450F, 2009

Другие производители кроссовых мотоциклов по странам с примерами моделей:
Китай:
- Apollo — серия RFN
- BOSUER — BSE (серия M)
- Kayo — серия MX

Испания:
- Alfer — VR 250 Cross
- Ossa — Phantom, Stiletto MX

Италия:
- Aprilia — MXV 450
- Benelli — BX 449
- TM Racing — серия MX
- Vermati — C450/500/570
- VOR — серия MX

Швеция:
- Husaberg (Австрия, принадлежит KTM) — серии FC, FX

Германия:
- Maico (Германия) — 250/500 Cross

Великобритания:
- CCM (Великобритания) — CMX 450

Чехия:
- Praga (Чехия) — CD610

Производители кроссовых мотоциклов, либо прекратившие их производство, либо уже несуществующие:
| - BSA (Великобритания) - Bultaco (Испания) - Can-Am (Канада) - Cooper (Мексика) - Завод имени Дегтярёва (СССР) - CZ (быв. Чехословакия) | - DKW (быв. Восточная Германия) - Fabrique Nationale (Бельгия) - Greeves (Великобритания) - Hodaka (Япония) - Harley-Davidson (США) | - Monark (Швеция) - Penton (США) - Puch (Австрия) - Rickman (США) - SWM (Италия) - Zündapp (Германия) |

- BSA 500cc
- Bultaco Pursang MK2 250cc, 1967
- Hodaka Combat Wombat
- Harley Davidson Baja 100, 1972

## Детские кроссовые мотоциклы
Детские кроссовые мотоциклы обычно делят на мотоциклы для начинающих, предназначенных для получения первых навыков внедорожной езды, и мотоциклы, уже относящиеся к спортивной технике. Мотоциклы для начинающих могут иметь полуавтоматическую или автоматическую трансмиссию (как, например, Yamaha PW50).
Производители по странам с примерами моделей :
| Япония: - Honda — CRF 100F, CRF 150F, CRF 150R, - Yamaha — PW50, PW80, TT-R50E, TT-R110E, YZ85 - Suzuki — JR50, RM85, RM85L - Kawasaki — KX65, KX85 Австрия: - KTM — 50SX, 50SX Mini, 65SX, 85SX Германия: - Husqvarna — детская серия | Италия: - Aprilia — Mini MX - Beta — серия Minicross - DB Motors — серия ZZ, Pirat - DBM — CRX-S 10-10 - Italjet — серия Fast Boy - Lem — серия LX - Malaguti — серия Grizzly - Polini — серия Young - Siamoto серия Minicross - TM Racing — серия MC/CR/MX - Young Rider — YRS, YRL, YRLC | Испания: - Derbi — Dirt Kid, Dirt Boy - Factory Bike — Mini Desert, Desert, Phantom Aqua - Gas Gas — MC Boy - Rieju — MX50 Словения: - Manet — 50MX Mirive - Tomos — TX50 Super Tom Китай: - Jianshe — JS80PY (копия Yamaha PW80), разработан фирмой Yamaha специально для китайского рынка - Jinceeng — JC50/70Y |

Следует отличать детские кроссовые мотоциклы от питбайков. Питбайки конструируют так, чтобы на них мог ездить и взрослый человек, он имеет удлинённую колесную базу. Детский кроссовый мотоцикл сделан специально для ребёнка. Ребёнок должен свободно ставить обе ноги на землю, сидя в седле, и легко доставать до рычагов управления.
- Gas Gas MC50 Boy
- Yamaha PW80
- Suzuki RM85
- Honda CRF 150F

## Международные соревнования
Чемпионат мира по мотокроссу — высшая серия соревнований, организованная Международной Мотоциклетной Федерацией (ФИМ) в 1957 году (до этого чемпионат с 1952 года был известен как чемпионат Европы). В настоящее время разделён на два класса: MXGP, MX2. Гонка длительностью чуть больше 30 минут плюс два круга.
AMA Motocross Championship — основная серия по мотокроссу в США, проводится с 1972 года, организована Американской Ассоциацией Мотоциклистов (AMA).
Motocross des Nations — ежегодная командная гонка по мотокроссу, проводится с 1947 года. В настоящее время представляет собой объединение трёх отдельных событий — собственно, Мотокросс Наций (Motocross des Nations) для мотоциклов 500 см3, Трофей Наций (Trophée des Nations) для мотоциклов 250 см3 (введён с 1961 года) и Кубок Наций (Coupe des Nations) для мотоциклов 125 см3 (введён с 1980 года).
British Motocross Championship — британский чемпионат по мотокроссу в двух классах MX1 и MX2, проводится при финансовой поддержке тайваньского производителя шин Maxxis.

## Дисциплины, относящиеся к мотокроссу

### Мотокросс на мотоциклах с коляской
Соревнования на специальных мотоциклах с коляской, проводимые вне дорог общего пользования по замкнутой трассе с естественными препятствиями.

### Снегоходный кросс
Соревнования на снегоходах (Snowcross), проводимые вне дорог общего пользования по замкнутой трассе с естественными препятствиями. Длина круга не менее 1,5 км.

## Дисциплины, произошедшие от мотокросса

### Суперкросс
Суперкросс (англ. supercross ), или стадион-кросс, — соревнование, проводимое на стадионе под открытым небом или в зале по кроссовой трассе с использованием в качестве покрытия естественных материалов (песок, земля, дёрн и т. д.), длина трассы должна быть не менее 300 м в закрытых залах и 400 м на открытых стадионах.
Термин «суперкросс» был придуман в качестве названия для первой организованной гонки по мотокроссу, успешно проведённой на стадионе Los Angeles Memorial Coliseum в Соединённых Штатах в 1972 году Майклом Гудвином. Гонка называлась «Super Bowl of Motocross» и принесла такой коммерческий успех, что породила множество подражателей, а термин «суперкросс» стал использоваться для определения похожих на неё мотокроссов на стадионе. В настоящее время основной и самой престижной серией по суперкроссу в Америке является AMA Supercross Championship.
Из-за размера трассы, в мотокроссе обычно участвует 40 гонщиков, а в суперкроссе — около 25.
Заезды бывают различными по длительности — в среднем от 10 до 30 минут и, как правило, даются один или два добавочных круга. Гран При (GP) или Чемпионат Америки (Pro AMA) проходят обычно в течение 30 минут с двумя добавочными кругами. Любительские заезды, как правило, бывают короче — около 15 минут, это зависит от того какой класс мотоциклов выступает на трассе.
Самые короткие по времени заезды — в классе 65 см³, так как в нём выступают юные гонщики.
При заезде в классе 85 см³ ко времени заезда прибавляют 10 минут.
Заезды в классах 125 см³ и 250 см³ — самые продолжительные.
По окончании отведённого на заезд времени на финише гонщикам даётся отмашка.
Заезд завершается по прохождении гонщиками дополнительных кругов отмашкой клетчатого флага на финише.

### Аренакросс
Аренакросс (англ. arenacross, иногда сокращают до AX) — соревнования, схожие с суперкроссом, но проводимые на небольших аренах вместо стадиона. Проходят в небольших городах, в которых нет больших стадионов. Первое открытие соревнований по аренокроссу произошло в 2006 году.
AMA использует серию AMA Toyota Arenacross как возможность перехода от любительских гонок к суперкроссу.

### Супермото
Супермото (англ. supermoto или англ. supermotard) — в настоящее время самостоятельный вид мотоспорта, трасса для которого сочетает в себе асфальтированные и грунтовые участки, а также используются специальные мотоциклы для супермото.
Однако, зарождение этого вида спорта произошло в 1979 году благодаря телешоу в США, смыслом которого было соревнование между «звёздами» из разных мотодисциплин — мотокросса, дрэгрейсинга, трековых мотогонок, за звание наилучшего и наиболее универсального гонщика (superbiker). В результате этого шоу был определён наиболее эффективный в подобных условиях тип мотоцикла — кроссовый, способный как разгоняться на асфальте и грунте, так и прыгать на трамплинах.

### Мотофристайл
Мотофристайл (англ. Freestyle Motocross или FMX) — затяжные прыжки с трамплина в длину на кроссовом мотоцикле c акробатическими элементами. Термин появился в 90-х годах в США, благодаря американским обозревателям мотокроссовых соревнований. Публичные фристайл-шоу начались в 1998 году на ежегодном конкурсе экстремальных видов спорта X-Games в Сан-Диего. Как самостоятельный вид спорта признан FIM в 2005 году.